# Fyrkantserien
La Fyrkantserien (també anomenada Fyrväpplingstävlingen i Serien Stockholm-Göteborg) va ser una competició sueca de futbol que es disputà entre els anys 1918 i 1919, anys en què la Svenska Serien no es disputà. Va incloure clubs de les ciutats d'Estocolm i Göteborg.

## Historial
Font:
| Temporada | Campió       | Finalista  |
| --------- | ------------ | ---------- |
| 1918      | IFK Göteborg | Örgryte IS |
| 1919      | IFK Göteborg | Örgryte IS |

## Palmarès
- 2 títols IFK Göteborg